# Fletcher Cox
Pour les articles homonymes, voir Cox.
(en) Statistiques sur pro-football-reference
Fletcher Cox, né le 13 décembre 1990 à Yazoo City, est un joueur américain de football américain évoluant au poste de defensive end dans la National Football League (NFL).
Après avoir joué au niveau universitaire pour les Bulldogs de Mississippi State, il est sélectionné au premier tour de la draft 2012 de la NFL par les Eagles de Philadelphie.

## Biographie

### Carrière professionnelle

#### Saison 2016
Il signe un contrat de 6 ans et 103 millions de $ avec les Eagles avec 63 millions de $ garanti.

## Liste des références
1. ↑  (en-US) « Fletcher Cox, Eagles agree on 6-year, $103M extension », sur NFL.com (consulté le 3 décembre 2021)